# Александр Альбер
Алекса́ндр Альбе́р (справжнє прізвище Мартен, 27 квітня 1815 — 28 травня 1895) — французький робітник, соціаліст.

## Життєпис
Активний учасник Ліонського повстання 1834 року і французької революції 1848 року.
Був членом Тимчасового уряду й одним із керівників «Урядової комісії з питань праці».
Обраний депутатом Установчих зборів, взяв участь у революційному виступі проти політики цих зборів.
1870 року входив до складу урядової Комісії барикад для захисту Парижа.